# Systemdynamik
Systemdynamik (engelska: System Dynamics) är en metod för att analysera, simulera samt modellera komplexa icke-linjära dynamiska system. Ursprungligen utvecklades systemdynamik under femtiotalet av Jay Forrester vid MIT för att underlätta förståelsen kring industriprocesser för företagsledningar . Systemdynamik tillämpas både i den privata och den offentliga sektorn i förenta staterna. Där systemdynamik används som underlag för både beslutsfattande och processutveckling .
Den kanske mest kända modellen baserad på systemdynamik användes som underlag för rapporten The Limits to Growth som publicerades 1972.
I rapporten presenterades olika modeller vilka påvisar hur en exponentiell ökning av befolkningstillväxten och allt mer effektiva metoder för att utvinna resurser till sist kan komma att leda till ekonomisk kollaps . En uppföljningsrapport till The Limits to Growth gavs ut 2002 The Limits to Growth: the 30-Year Update.